# مورون
مورون هي مدينة من مدن هايتي. يبلغ عدد سكانها 24,713 نسمة وذلك حسب إحصائيات سنة 2003. يبلغ ارتفاع المدينة عن سطح البحر قرابة 97 متر.